# Ротман, Симха
Симха Ротман (ивр. שִׂמְחָה דָּן רוֹטְמָן‎, род. 13 августа 1980, Бней-Брак, Тель-Авивский округ) — израильский юрист, правый активист и политик. Ротман — депутат Кнессета от крайне правой Религиозной сионистской партии и председатель комитета Кнессета по Конституции, закону и правосудию.

## Биография
Ротман родился в семье, иммигрировавшей в Подмандатную Палестину из Кливленда (США) в начале XX века. Для прохождения обязательной военной службы он учился в ешивате Керем Б’Явне через программу Хесдер. Позже был освобождён от призыва по медицинским показаниям, но пошёл добровольцем на действительную службу и прослужил 13 месяцев сержантом по религиозным вопросам в Военно-инженерном училище. Получил степени бакалавра права в Университете Бар-Илан и магистра публичного права в Тель-Авивском университете и Северо-Западном университете.
В 2013 году основал Движение за управляемость и демократию. Критикуя судебный процесс над Биньямином Нетаньяху, выступал за принятие закона, позволяющего правительству игнорировать решения Верховного суда (БАГАЦ). Ротман поддерживает иммунитет от судебного преследования для действующих премьер-министров.
На выборах в Кнессет 2021 года Ротман занимал четвёртое место в списке крайне правой Религиозной сионистской партии и был избран в Кнессет, поскольку партия получила шесть мест. Предлагал расширить судейскую коллегию БАГАЦ с 15 до 18 судей, что было категорически отвергнуто судьями БАГАЦ.
В 2023 году, после формирования тридцать седьмого правительства Израиля, Ротман был назначен председателем комитета Кнессета по Конституции, закону и правосудию, где он возглавил усилия по реформированию судебной системы Израиля, что спровоцировало масштабные протесты.
2 июня 2023 года, во время официального визита в Нью-Йорк, Ротман выхватил мегафон у женщины из группы активистов против судебной реформы, ходивших за ним и его женой по городу, выкрикивая речёвки. Он объяснил свои действия тем, что активистка кричала, приставив мегафон к его уху. Она обратилась в полицию Нью-Йорка с заявлением о преследовании её Ротманом; заявление было отклонено в связи с отсутствием вреда.
1 ноября 2023 года, после вторжения ХАМАС в Израиль, Канал 12 заявил, что Ротман сказал на слушаниях в подкомитете Кнессета: «Кровь братьев Халлеля и Ягеля, да будет их память благословенна, которые были убиты в Хуваре, краснее крови убитых 7 октября»; Ротман назвал это заявление «абсолютной ложью».